# Зінукова Наталія Вікторівна
Зінукова Наталія Вікторівна — доктор педагогічних наук.

## Освіта
1984—1989 — філологічний факультет Дніпропетровського державного університету за спеціальністю «Англійська мова та література». Закінчила філологічний факультет Дніпропетровського національного університету.
2000—2003 — Аспірантура Київського національного лінгвістичного університету.
2013—2016 — Докторантура Київського національного лінгвістичного університету.
2017 — Університет імені Альфреда Нобеля за спеціальністю «Філологія», кваліфікація: спеціаліст філології, перекладач з англійської та російської мов.

## Наукові ступіні
2005 — Кандидат педагогічних наук. Спеціальність 13.00.02 «Теорія і методика навчання германських мов». Тема кандидатської дисертації: «Навчання студентів-економістів написання англійською мовою довідково-інформаційної документації». (Диплом ДК № 028505 від 13.04.2005).
2008 — Доцент кафедри англійської філології та перекладу (Атестат доцента № 12 ДЦ № 018964).
2018 — Доктор педагогічних наук. Спеціальність 13.00.02 «Теорія та методика навчання (германські мови)». Тема докторської дисертації: «Методична система навчання студентів магістратури усного перекладу у зовнішньоекономічній сфері (на матеріалі англійської та української мов)» (Диплом ДД № 008020 вид 18.12.2018).

## Діяльність
Викладає навчальні дисципліни базової та професійної підготовки («Практика усного перекладу», «Теорія перекладу», «Методологія та організація наукової діяльності та методика викладання перекладу у ВШ», «Порівняльна граматика англійської та української мов», «Теоретична фонетика та теоретична граматика англійської мови», «Introduction to Linguistics», «Culture of English-speaking Countries», «History of English-speaking Countries», «Ethics in International Business» у вищих навчальних закладах України та Польщі.
Зінукова Н. В. веде активну наукову діяльність. Є керівником наукової теми «Полікультурні аспекти романо-германського філологічного дискурсу та проблеми викладання перекладу, іноземних мов і літератур» (державний реєстраційний номер 0119U000132). Опубліковано понад 80 наукових та науково-методичних праць (перелік публікацій за останні п'ять років додається). Сфера наукових інтересів — перекладознавство, методика викладання перекладу, міжкультурна комунікація.
З 2014 по теперішній час є керівником і науковим консультантом у міжнародному проєкті подвійних дипломів бакалаврів зі спеціальності «Business English» у Польщі.
З 2016 по теперішній час бере участь у міжнародному проєкті подвійних дипломів магістрів в університеті «Хуманітас», м. Сосновець, республіка Польща.
З 2018 по теперішній час є керівником і науковим консультантом у міжнародному науково-освітньому проєкті за підтримки Євросоюзу Erasmus+ «English Philology Specialization International Business English», університет «Хуманітас», м. Сосновець, республіка Польща.
Віце-президент Всеукраїнської спілки викладачів перекладу (UTTU).